# Walter Melon
Walter Melon is een animatieserie die is gebaseerd op de Franse stripboeken van Olivier Blunder.
In Nederland werd hij zowel nagesynchroniseerd als Nederlands ondertiteld uitgezonden op Fox Kids. Deze nasynchronisatie bestond uit onder anderen Ruud Drupsteen als Walter Melon en Bram Bart als Bitterbug. De overige stemmen waren van Hein van Beem, Jon van Eerd, Lucie de Lange, Elle van Rijn, Just Meijer en Olaf Wijnants.
De serie is nu overgenomen door Jetix en de producenten hebben alle afleveringen op het internet verwijderd, zodat hij nergens anders meer te vinden is. Eén dvd met drie afleveringen is in Nederland uitgebracht door Just Entertainment, in de Nederlands nasynchroniseerde versie. In Vlaanderen verscheen de reeks op VTM bij TamTam.

## Verhaal
Walter Melon en zijn assistent Bitterburg hebben een eigen bedrijf 'Helden te huur'. Als Superhelden dan in de problemen komen of ziek worden nemen zij hun plaats tijdelijk over.
Er komen hier veel bekende helden voorbij zoals: James Bond, Spider-Man, Alladin etc.
Walter is geen goedgetrainde macho man als de meeste superhelden. Hij is juist een stevige vrolijke kerel met een opvallend grote neus en heel veel geluk. Niemand merkt ooit het verschil tussen hem en de echte superheld (ondanks zijn dikke buik).
In de tweede serie wordt het meer educatief, ze ontvangen berichten van belangrijke historische personages (zoals Edison, Lewis en Clark, en de Apollo 11 astronauten) om voor hen in te vallen.